# هوسفيك

المستوطنات التاريخية والحديثة في جزيرة جورجيا الجنوبية

هوسفيك هي محطة سابقة لصيد الحيتان تقع على الساحل الشمالي الأوسط لجزيرة جورجيا الجنوبية. كانت واحدة من ثلاث محطات مماثلة في خليج سترومنيس، والمحطتان الأخريان هما سترومنيس وميناء ليث. بدأ هوسفيك في البداية كمصنع عائم في البحر في عام 1907. في عام 1910، أنشذت محطة أرضية وبقيت تعمل حتى عام 1930. استؤنفت الأعمال مرة أخرى بين عامي 1945 و 1960. 